# Dibolia tyrrhenica
Dibolia tyrrhenica là một loài bọ cánh cứng trong họ Chrysomelidae. Loài này được Mohr miêu tả khoa học năm 1981.